# Teorema de Baranyai
En matemàtiques combinatòries el teorema de Baranyai tracta amb descomposicions de hipergrafs complets, va ser demostrat per Zsolt Baranyai.

## Enunciat del teorema
La l'enunciat del del teorema és que si 2 ≤ r < k són nombres naturals i r divideix k, llavors l'hipergraf complet Kkr es descompon en 1-factors. És a dir, si S és un conjunt de k-elements H consisteix en tots els subconjunts de r-elements de S, llavors
H es pot partir com H  = F 1 ∪ ... ∪ F n  on cada sistema F i  és una partició de S.

## Història
El cas r = 2 ja era conegut al segle xixè.
El cas r = 3 va quedar establert per R. Peltesohn el 1936. El cas general el va demostrar Zsolt Baranyai el 1975.